# ناين ميوسز أي
ناين ميوسز أي ( هانغل : 나인 뮤지 스 A ، تكتب بالإنجليزية باسم 9MUSES A ) كانت أول فرقة فرعية من فرقة الفتيات الكورية الجنوبية ناين ميوسز التي شكلتها ستار إمباير إنترتيمنت في عام 2016. كانت تتألف من أربعة أعضاء من فرقة ناين ميوس: كيونغري وهيمي وسوجين وكيومجو. أصدرت الفرقة أول ألبوم منفرد لها بعنوان Muses Diary في 4 أغسطس 2016.

## التاريخ

### 2016: الظهور لأول مرة معMuses Diary
بعد رحيل العضوتين مينها و إيورين من ناين ميوسز في يونيو 2016 ، أعلنت ستار إمباير أن الفرقة ستعود في الصيف مع فرقة فرعية دون مزيد من التفاصيل.  في أوائل يوليو ، تم الإعلان رسميًا عن أن المجموعة الفرعية ستتألف من أربعة أعضاء ، وكشف عن العضوة كيونغري كأول عضوة رسمية في الفرقة الفرعية. ستبدأ الفرقة الفرعية في أوائل أغسطس.  في 21 يوليو ، تم الكشف عن أن التشكيلة الكاملة للفرقة الفرعية التي تتكون من كيونغري (في الوسط) و هيمي (القائدة) و سوجين (مغنية راب) وكيومجو (الصوت الرئيسي) ، وكشفوا أيضًا أن أغنية "Lip 2 Lip” ستكون أغنية أول أغنية لهم.  Nine Muses A هو اسم مختصر لـ Nine Muses Amuse ، مما يعني أن المجموعة ستجعل الآخرين دائمًا سعداء وتتيح لهم قضاء وقت ممتع في أدائهم.  
أصدرت الفرقة ألبومها المنفرد الأول Muses Diary في 4 أغسطس 2016. 

## ديسكغرفي

### ألبومات
| عنوان       | تفاصيل الألبوم | مخطط الذروة المناصب | مبيعات        |
| عنوان       | تفاصيل الألبوم | كور                 | مبيعات        |
| ----------- | --- | ------------------- | ------------- |
| يوميات يفكر | - تاريخ الإصدار: 4 آب (أغسطس) 2016 - التسمية: Star Empire Entertainment ، KT Music - التنسيق: قرص مضغوط ، تنزيل رقمي | 4                   | - KOR: 10504+ |

### أغاني
| عنوان             | سنة  | مراكز الرسم البياني الذروة | مبيعات       | البوم       |
| عنوان             | سنة  | كور                        | مبيعات       | البوم       |
| ----------------- | ---- | -------------------------- | ------------ | ----------- |
| "الشفاه 2 الشفاه" | 2016 | 48                         | - كور: 95854 | يوميات يفكر |

## الجولات الموسيقية
- حفلة ستار امباير العائلية (2016)